# Stazione di Honor Oak Park
La stazione di Honor Oak Park è una stazione della diramazione di London Bridge della ferrovia Londra-Brighton, a servizio di Honor Oak, quartiere del borgo londinese di Lewisham.

## Movimento
La stazione è servita dalla linea Windrush della London Overground, con treni operati da Arriva Rail London per conto di Transport for London. Inoltre, effettuano servizio anche treni locali della società Southern.